# Diego de Deza

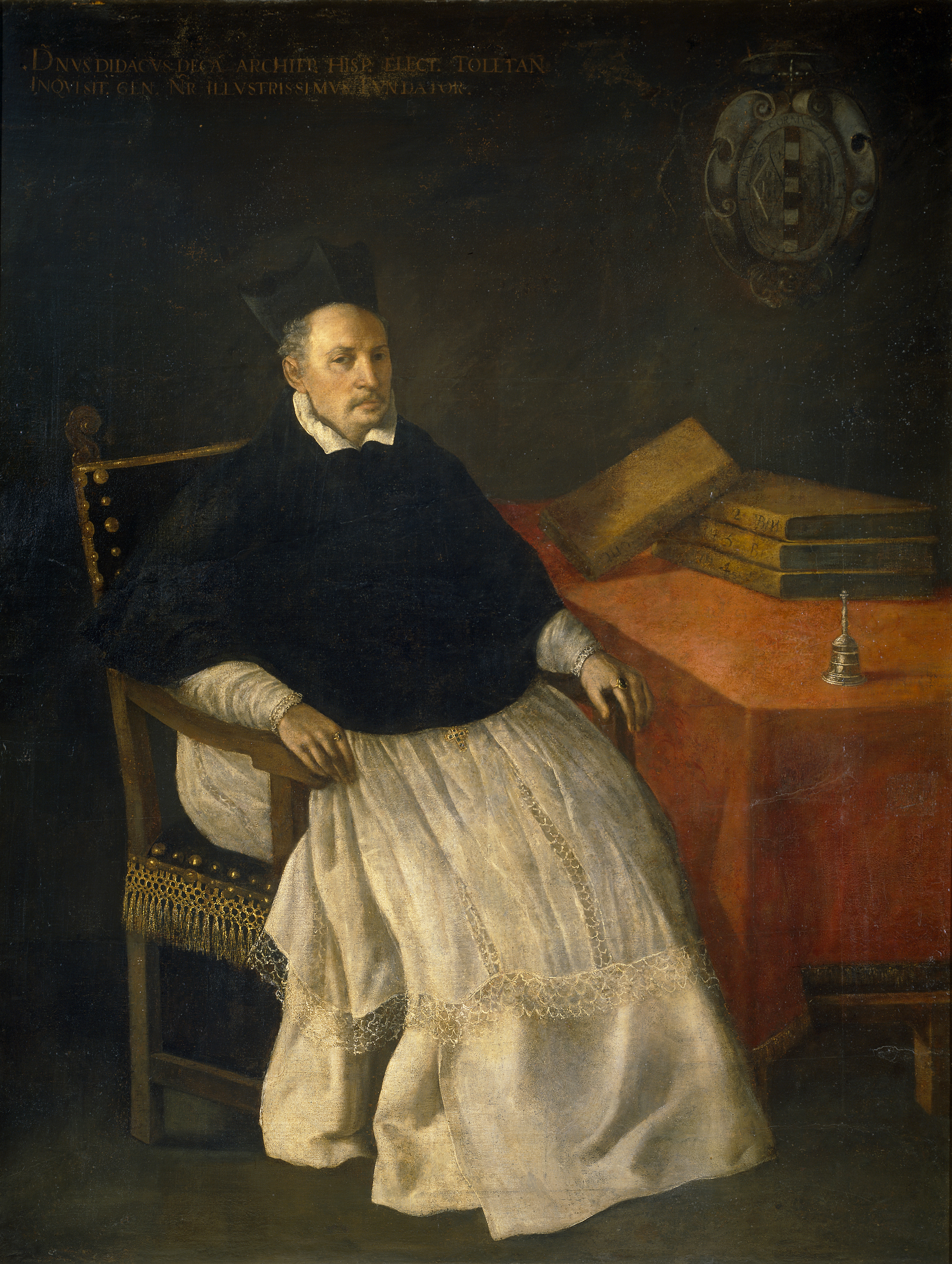
Francisco de Zurbarán: Diego de Deza (c. 1631), Museo del Prado, Madrid

Diego de Deza y Tavera O.P. (* 1443 in Toro; † 9. Juni 1523 in Sevilla) war ein spanischer Dominikaner. Er wirkte als Professor für Theologie an der Universität Salamanca, als Lehrer des Kronprinzen Johann von Aragón und Kastilien und als Generalinquisitor der Spanischen Inquisition. Er war nacheinander Bischof von Zamora, Salamanca, Jaén und Palencia. Von 1504 bis 1523 war er Erzbischof von Sevilla.

## Herkunft und Ausbildung
Die Eltern von Diego de Deza y Tavera waren Antonio de Deza und Inés de Tavera. Sowohl in der Familie des Vaters als auch in der Familie der Mutter, die dem galicischen Adel entstammten, gab es bedeutende Kleriker. Seine Brüder waren Antonio de Deza, erster Ritter von Toro, Richter in Valladolid und Álvaro de Deza Ritter des Ordens von San Juan. Seine Schwester Ana war mit Gómez de Tello einem Regidor der Militärorden verheiratet.
Mit 16 Jahren trat Diego de Deza im Kloster San Ildefonso in Toro in den Dominikanerorden ein. Er erhielt seine Ausbildung im Kloster von
San Esteban in Salamanca und studierte Philosophie und Theologie an der dortigen Universität.

## Tätigkeit als Lehrer
Ab 1477 unterrichtete er, als Vertreter des berühmten Theologen Pedro Martínez de Osma, an der Universität Salamanca. Nach dessen Tod im Jahr 1480 übernahm er dessen Lehrstuhl für Theologie. 1486 beauftragten Königin Isabella und König Ferdinand ihn mit der Ausbildung des Kronprinzen Johann von Aragón und Kastilien. Diese Tätigkeit übte er bis zum Tod Johanns am 4. Oktober 1497 aus.

## Kolumbus
Fray Diego de Deza war ein Förderer und Freund des Genuesen Christoph Kolumbus. Ob Diego de Deza Kolumbus bereits 1484 bei dessen Ankunft in Kastilien kennenlernte oder erst 1486 am königlichen Hof ist nicht bekannt.
Königin Isabella und König Ferdinand beriefen in den letzten Monaten des Jahres 1486 eine Kommission, unter der Leitung von Hernando de Talavera ein, die die Pläne Kolumbus’ begutachten sollte. Dieser Kommission, die sich in Salamanca traf, gehörte auch der neu ernannte Hauslehrer des Prinzen Johann, Diego de Deza, an. Während seines Aufenthaltes in Salamanca lebte Kolumbus im Kloster San Esteban. Diego de Deza war lange Zeit Prior des Klosters. Sowohl mit den Dominikanerbrüdern als auch mit den Professoren der Universität fanden nichtöffentliche Veranstaltungen statt, auf denen Kolumbus seine Pläne darlegte. Der Hof verließ Salamanca Ende Januar 1487 ohne dass die Kommission Talaveras bis dahin ein Urteil über die Pläne Kolumbus’ abgegeben hatte. Die Feststellung, dass die Kommission die Pläne Kolumbus’ für nicht durchführbar hielt, wurde insbesondere durch die Berechnungen der Kosmografen beeinflusst. Die Herrscher ließen Kolumbus wissen, dass sie derzeit nicht an dem Plan interessiert seien, dass sie andere dringendere Angelegenheiten zu erledigen hätten und deswegen später, wenn die Gelegenheit günstiger sei, darauf zurückkommen würden. Hinter dieser Antwort, die jeden Bezug auf die unvorteilhafte Entscheidung der Versammlung vermied, wird der geschickte Einfluss Diego de Dezas vermutet.
Königin Isabella und König Ferdinand beriefen 1491 erneut eine Kommission unter der Leitung von Hernando de Talavera ein. Die Befürworter der Pläne Kolumbus’ hatten ein stärkeres Gewicht als bei früheren Gelegenheiten. Das reichte aber nicht aus, um die Ablehnung des Projektes zu verhindern. Die Kosmografen und die Seefahrer waren der Ansicht, dass die Berechnungen Kolumbus’ falsch waren. Ihre Gesichtspunkte überwogen und das endgültige Urteil kam zu dem Schluss, dass der Plan der Reise komplett undurchführbar sei. Diego de Deza, Pedro González de Mendoza, Kardinalerzbischof von Toledo und der Kämmerer Alonso de Quintanilla setzten sich trotzdem für Kolumbus ein. Das Angebot der weitgehenden Kostenübernahme durch Luis de Santángel brachte die Monarchen dazu weitere Verhandlungen mit Kolumbus führen zu lassen. Hernando de Talavera und Diego de Deza sollten sich mit Christoph Kolumbus zusammenfinden um eine Einigung zu erzielen. Das Ergebnis dieser Verhandlungen waren die Capitulaciones de Santa Fe.

## Kirchliche Laufbahn
Nach dem Eintritt Diego de Dezas in den Dominikanerorden durchlief er, als Abkömmling einer Adelsfamilie, ein Bildungsprogramm, das ihm die theologischen und philosophischen Kenntnisse vermittelte, die die Voraussetzung für eine Karriere in der Kirchenhierarchie waren. Seine erste leitende Stellung war die des Priors des Klosters San Esteban in Salamanca. Während der Zeit, in der er als Lehrer des Kronprinzen Johann tätig war, erfolgte die Ernennung auf jeweils höher bewertete Bischofsstühle. Da er als Ausbilder des Kronprinzen und Hofkaplan zu beschäftigt war, konnte er sich nicht persönlich um die pastoralen Angelegenheiten seiner Diözese kümmern und auch nicht dort anwesend sein, Voraussetzungen die damals von den Bischöfen nicht streng gefordert wurden. Bei den Ernennungen zum Bischof von Zamora, im April 1494 zum Bischof von Salamanca im Juni 1494 und zum Bischof von Jaén im Juli 1497 handelte es sich darum, ihm ein Einkommen auf Kosten der Kirche zu gewähren. Bei seiner Ernennung zum Bischof von Palencia war er seit einigen Jahren in erster Linie als Generalinquisitor der Spanischen Inquisition tätig. Nach der tatsächlichen Übernahme des Amtes des Erzbischofes von Sevilla im Jahr 1506 in das er 1504 gewählt wurde und dem Rücktritt vom Amt des Generalinquisitors 1507, widmet er sich mit aller Kraft seinen Aufgaben als Erzbischof. Als 1521 Guillaume III. de Croÿ, der Erzbischof von Toledo starb, lehnte Diego de Deza das Amt aus Altersgründen ab.

## Tätigkeit als Generalinquisitor
Nach dem Tod des ersten Generalinquisitors der Spanische Inquisition, Tomás de Torquemada, wurde am 1. Dezember 1498, Diego de Deza, zu der Zeit Bischof von Jaén, auf Vorschlag von Königin Isabella und König Ferdinand von Papst Alexander VI. zum Generalinquisitor von Kastilien, León und Granada ernannt. Im September 1499 wurde er auch Generalinquisitor der auf der Iberischen Halbinsel liegenden Reiche der Krone von Aragonien (Königreich Aragonien, Fürstentum Katalonien und Königreich Valencia). Um den Generalinquisitor Tomás de Torquemada bei seiner Arbeit zu entlasten, waren im Juni 1494 vier stellvertretende Generalinquisitoren ernannt worden. Diese wurden bei der Ernennung Diego de Dezas nicht entlassen. Es scheint als habe der in den ersten zwei Jahren kaum in die Angelegenheiten der Inquisition eingegriffen. Am 26. August 1500 ernannte Papst Alexander VI. Diego de Deza, nun Bischof von Palencia, zum einzigen Berufungsrichter in Glaubenssachen in den Reichen der Krone von Kastilien und der Krone von Aragonien.
Nach dem Tod Königin Isabellas im Jahr 1504 nahm König Ferdinand, als Regent für seine Tochter Johanna in Kastilien, keine personellen Veränderungen bei der Spanischen Inquisition vor. Das neue Königspaar Johanna und Philipp standen der Inquisition eher ablehnend gegenüber. König Philipp wies Diego de Deza an, dass bis zu seinem Eintreffen in Kastilien keine Verurteilungen oder Hinrichtungen stattfinden sollten. Das wurde aber nicht befolgt. Nach seiner Ankunft in Kastilien enthob König Philipp eine Reihe von Staatsbeamten ihrer Ämter. Die beabsichtigte Neubesetzung des Amtes des Vorsitzenden des Consejos de la Suprema y General Inquisición, wurde durch den Tod Philipps, am 25. September 1506, verhindert.
Die Anordnung des Papstes Julius II. die Ermittlungen der Inquisition gegen Hernando der Talavera, den Erzbischof von Granada, die mit der Billigung Diego de Dezas eingeleitet worden waren, unverzüglich einzustellen und ein Aufstand gegen den Inquisitor von Córdoba, Diego Rodríguez Lucero, dessen übermäßige Grausamkeit von Diego de Deza geduldet worden war, führten dazu, dass König Ferdinand das Vertrauen zu ihm als Generalinquisitor verlor. Papst Julius II. ernannte am 5. Juni 1507 den Erzbischof von Toledo, Kardinal Francisco Jiménez de Cisneros zum Generalinquisitor in den Reichen der Krone von Kastilien.

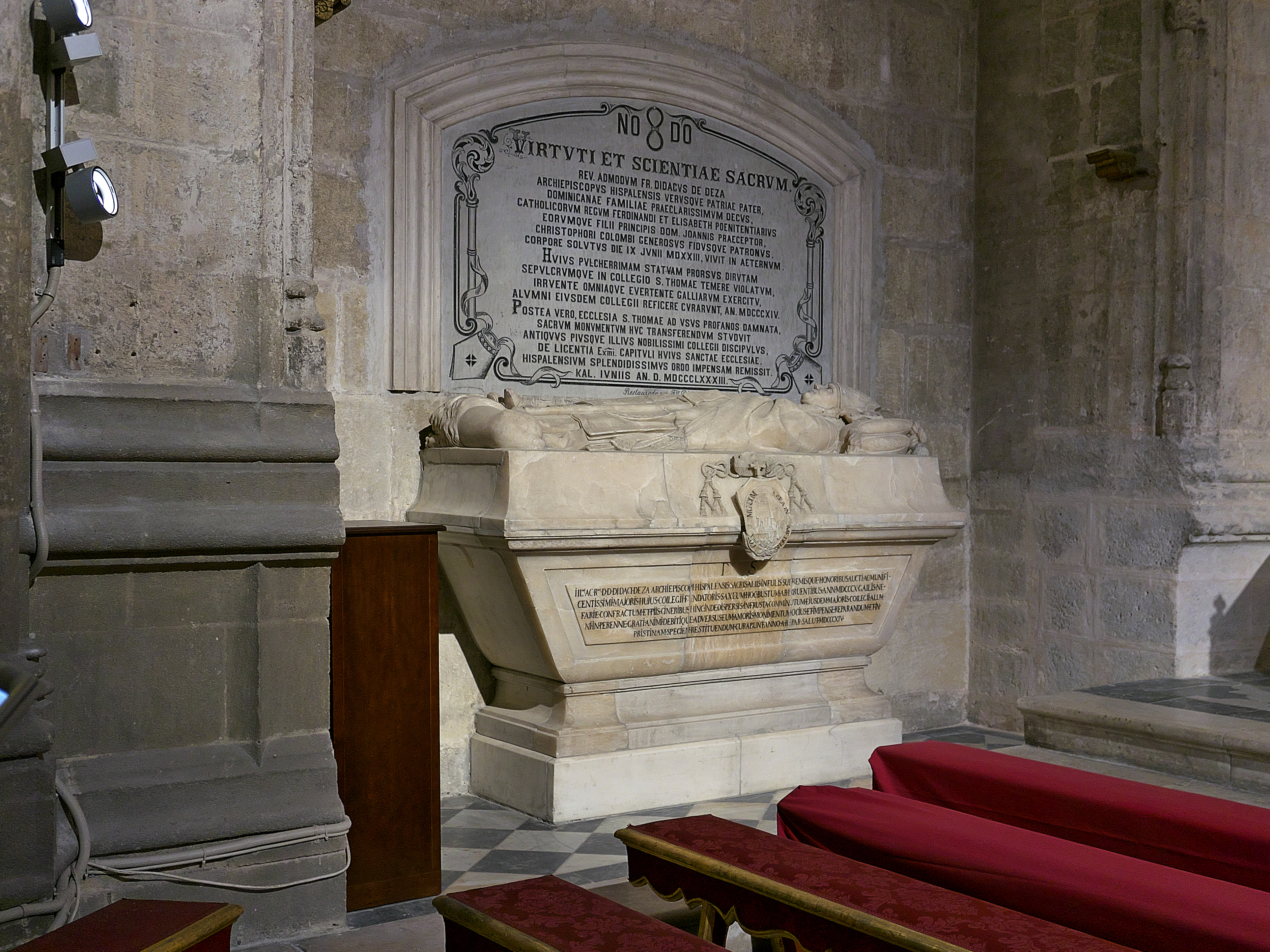
Grabdenkmal Diego de Dezas in der Kathedrale von Sevilla

## Tod und Grabstätte
Diego de Deza starb am 9. Juni 1523 im Kloster San Jerónimo de Buenavista in Sevilla. Er wurde in der Kirche des Colegio de Santo Tomás beigesetzt. Nach der Zerstörung des Grabmales zu Beginn des 19. Jahrhunderts, wurde im Jahr 1884 in der von seinem Neffen Juan Pardo de Tavera in der Kathedrale von Sevilla errichteten Capilla de San Pedro ein neues Grabdenkmal geschaffen.